# Donji Brgat
Donji Brgat – wieś w Chorwacji, w żupanii dubrownicko-neretwiańskiej, w gminie Župa dubrovačka. W 2011 roku liczyła 152 mieszkańców.